# قانون بيتكوين
قانون بيتكوين (بالإسبانية: Ley Bitcoin)‏، (تلفظ بالإسبانية: ‎/ˈlej bitˈkojn/‏). هو قانون اقترحه الرئيس نجيب بقيلة ووافقت عليه الجمعية التشريعية للسلفادور في 8 يونيو 2021، الذي أعطى البيتكوين الحالة القانونية داخل السلفادور بعد 7 سبتمبر 2021. ينص نص القانون على أن «تنظيم بيتكوين كعملة قانونية غير مقيدة بسلطة التحرير وغير محدودة بأي معاملة ولا بأي شرط على الأشخاص الطبيعيين أو الاعتباريين أو القانونيين تنفيذه».